# Sławice
Sławice (deutsch Slawitz, 1936–1945 Preisdorf) ist ein Stadtteil der Stadt Oppeln.

## Geographie

### Geographische Lage
Das Straßendorf Sławice liegt im Westen der historischen Region Oberschlesien. Sławice liegt elf Kilometer östlich vom ehemaligen Gemeindesitz Dąbrowa und sechs Kilometer nordwestlich von der Kreisstadt und Woiwodschaftshauptstadt Opole (Oppeln).
Sławice liegt in der Nizina Śląska (Schlesische Tiefebene) innerhalb der Pradolina Wrocławska (Breslauer Urstromtal). Östlich des Dorfes verläuft die Oder. Das Dorf liegt an der Woiwodschaftsstraße Droga wojewódzka 459 mit Verbindungen von Opole nach Skorogoszcz. Südlich des Ortes verläuft die Landesstraße Droga krajowa 46.

### Nachbarorte
Nachbarorte von Wreske sind im Westen Karczów (dt. Schönwitz), im Norden Żelazna (Zelasno) und im Süden die beiden Oppelner Stadtteil Bierkowice (Birkowitz) und Półwieś (Halbendorf).

## Geschichte

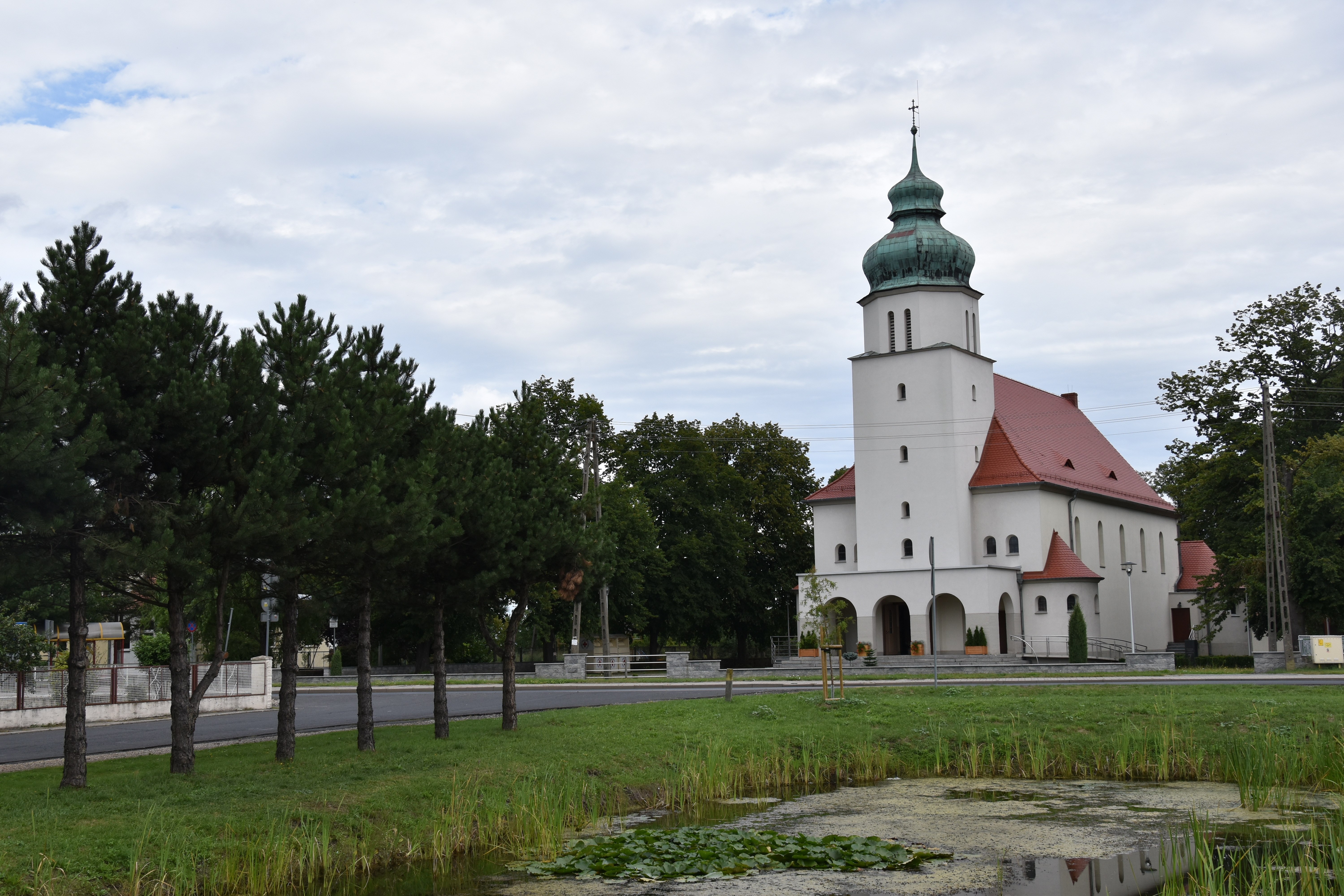
Johannes-Nepomuk-Kirche mit Dorfteich

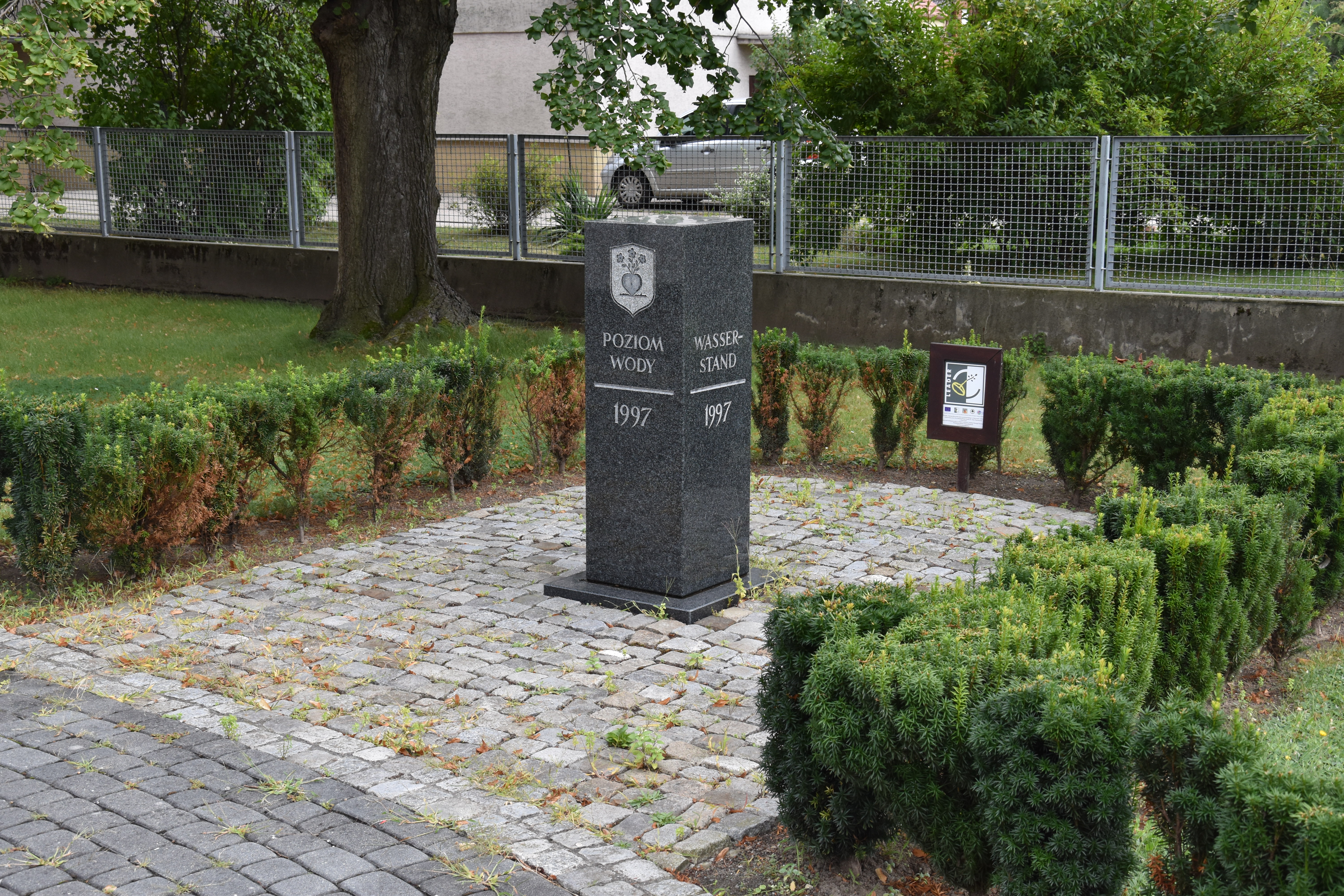
Denkmal Oderhochwasser

Die Ortschaft wurde 1218 das erste Mal als Zlivici erwähnt. Der Name Slawitz bedeutet Dorf der Slaven. Am 27. Juli 1660 kaufte Graf Kaspar Colonna von Fels das Gut von Anna Elisabeth Freiin Krakowsky von Kolowrat, geb. Gräfin von Mettich für einen Kaufpreis von 5000 Talern.
Nach dem Ersten Schlesischen Krieg 1742 fiel Slawitz mit dem größten Teil Schlesiens an Preußen.
Nach der Neuorganisation der Provinz Schlesien gehörte die Landgemeinde Slawitz ab 1816 zum Landkreis Oppeln im Regierungsbezirk Oppeln. 1845 zählte das zur königlich-preußischen Provinz Schlesien gehörende Dorf 67 Häuser, darunter eine Mühle, eine Brennerei sowie eine Brauerei. Im gleichen Jahr lebten in Slawitz 390 Personen, davon 14 evangelisch. 1855 lebten 389 Menschen in Slawitz. 1865 bestanden im Ort sechs Bauer-, elf Halbbauern-, zwölf Gärtner-, zwölf Häuslerstellen und 44 Einlieger. Eingepfarrt waren die Bewohner nach Oppeln, eingeschult nach Halbendorf. 1874 wurde der Amtsbezirk Halbendorf gegründet, welcher aus den Landgemeinden Birkowitz, Halbendorf, Leopoldsberg, Slawitz und Zelasno und den Gutsbezirken Birkowitz, Halbendorf, Oberschale und Slawitz bestand. 1885 zählte Slawitz 421 Einwohner.
Bei der Volksabstimmung in Oberschlesien am 20. März 1921 stimmten 180 Wahlberechtigte für einen Verbleib bei Deutschland und 178 für die Zugehörigkeit zu Polen. Im Zuge der „Verdeutschung fremdländischer Ortsnamen“ unter den Nationalsozialisten wurde der Ort am 15. Juni 1936 in Preisdorf umbenannt. 1939 lebten im Dorf 883 Menschen.
Bis 1945 gehörte der Ort zum preußischen Landkreis Oppeln in der Provinz Oberschlesien. Danach kam der bisher deutsche Ort unter polnische Verwaltung und wurde in Sławice umbenannt und der Woiwodschaft Schlesien angeschlossen. 1950 kam der Ort zur Woiwodschaft Oppeln. 1999 kam der Ort zum wiedergegründeten Powiat Opolski. Bis 2016 lag die Ortschaft in der Gemeinde Dąbrowa (Dambrau) im Powiat Opolski (Landkreis Oppeln). Zum 1. Januar 2017 wurde Sławice in die Stadt Oppeln eingemeindet.

## Sehenswürdigkeiten

### Nepomukkirche
Die römisch-katholische Johannes-Nepomuk-Kirche (poln. Kościół św. Jana Nepomucena) wurde 1931 erbaut.

### Weitere Sehenswürdigkeiten
- Denkmal für das Oderhochwasser von 1997
- Dorfteich

## Vereine
- Freiwillige Feuerwehr OSP Sławice
- Fußballverein LZS Sławice

## Persönlichkeiten
- Wilhelm Freiherr von Rechenberg (1903–1968), Bildhauer